# 大頭頰麗魚
大頭頰麗魚（学名：Buccochromis spectabilis）為輻鰭魚綱鱸形目隆頭魚亞目慈鯛科的其中一種，分布於非洲馬拉威湖流域，體長可達25.6公分，棲息在沙底質淺水域，以魚類為食，生活習性不明，可作為觀賞魚。
其种加词“spectabilis”意为“显著的”，“引人注目的”。